# Schoonspringen op de Gemenebestspelen 2006
Schoonspringen was een van de disciplines van de olympische sport zwemmen die werd beoefend tijdens de Gemenebestspelen 2006.
De wedstrijden werden van 22 tot en met 25 maart gehouden in het Melbourne Sports and Aquatic Centre (MSAC). Er waren zowel voor de mannen als voor de vrouwen vijf onderdelen, drie individueel en twee synchroon.

## Medailles

### Medaillewinnaars
| Discipline               | Goud | Goud                              | Zilver | Zilver                         | Brons | Brons                            |
| ------------------------ | ---- | --------------------------------- | ------ | ------------------------------ | ----- | -------------------------------- |
| 1 m plank (m)            | CAN  | Alexandre Despatie                | MAS    | Ken Nee Yeoh                   | AUS   | Steven Barnett                   |
| 3 m plank (m)            | CAN  | Alexandre Despatie                | AUS    | Robert Newbery                 | AUS   | Steven Barnett                   |
| 10 m toren (m)           | AUS  | Mathew Helm                       | ENG    | Peter Waterfield               | CAN   | Alexandre Despatie               |
| 3 m plank synchroon (m)  | CAN  | Alexandre Despatie Arturo Miranda | ENG    | Tony Ally Mark Shipman         | AUS   | Steven Barnett Robert Newbery    |
| 10 m toren synchroon (m) | AUS  | Mathew Hel Robert Newbery         | MAS    | Bryan Nickson James Sandayud   | ENG   | Gary Hunt Callum Johnstone       |
|                          |      |                                   |        |                                |       |                                  |
| 1 m plank (v)            | CAN  | Blythe Hartley                    | AUS    | Sharleen Stratton              | AUS   | Kathryn Blackshaw                |
| 3 m plank (v)            | CAN  | Blythe Hartley                    | AUS    | Chantelle Newbery              | AUS   | Kathryn Blackshaw                |
| 10 m toren (v)           | AUS  | Loudy Tourky                      | AUS    | Chantelle Newbery              | CAN   | Émilie Heymans                   |
| 3 m plank synchroon (v)  | AUS  | Bree Cole Sharleen Stratton       | CAN    | Rebecca Barras Melanie Rinaldi | ENG   | Tandi Indergaard Hayley Sage     |
| 10 m toren synchroon (v) | AUS  | Chantelle Newbery Loudy Tourky    | AUS    | Alex Croak Melissa Wu          | CAN   | Meaghan Benfeito Roseline Filion |

### Medailleklassement
|        | Land      | Goud | Zilver | Brons | Totaal |
| ------ | --------- | ---- | ------ | ----- | ------ |
| 1      | Australië | 5    | 5      | 5     | 15     |
| 2      | Canada    | 5    | 1      | 3     | 9      |
| 3      | Engeland  | 0    | 2      | 1     | 3      |
| 4      | Maleisië  | 0    | 2      | 0     | 2      |
| Totaal | Totaal    | 10   | 10     | 10    | 30     |

Atletiek · Badminton · Basketbal · Boksen · Bowls · Gewichtheffen · Hockey · Mountainbike · Netball · Ritmische gymnastiek · Rugby Sevens · Schietsport · Schoonspringen · Squash · Synchroonzwemmen · Tafeltennis · Triatlon · Turnen · Wielersport (baan · weg) · Zwemmen